# Hamnäs
Hamnäs är en by i Skogs socken, Söderhamns kommun, Hälsingland.
Byns historia går att spåra tillbaka till mitten av 1500-talet. Den äldsta gården, Oppigårn, registrerades 1558.
I dag har byn ett tiotal permanenta hushåll och ungefär dubbla antalet sommarbostäder. Hamnäs ligger naturskönt mellan Bergvikens västra strand och bergen Hamnäsberget och Skorven.